# Mata Hari (film, 1931)
Pour les articles homonymes, voir Mata Hari (homonymie).
Pour plus de détails, voir Fiche technique et Distribution.
Mata Hari  est un film d'espionnage américain réalisé par George Fitzmaurice, sorti en 1931.

## Résumé
En 1917, la France est engagée dans la Première Guerre mondiale. Dubois, le chef du bureau des espions français, propose d'épargner la vie d'un agent capturé s'il révèle qui il protège. Dubois soupçonne qu'il s'agit de Mata Hari, une célèbre danseuse exotique, mais le prisonnier choisit de passer devant un peloton d'exécution. Alexis Rosanoff, un lieutenant de l'armée de l'air impériale russe, atterrit à Paris après un dangereux vol au-dessus des lignes ennemies, apportant d'importantes dépêches de Russie. Il persuade son supérieur, le général Serge Shubin, de l'emmener voir le spectacle de Mata Hari le soir même.
Rosanoff est immédiatement séduit par elle avec son exubérance juvénile et sa bonne mine et il la persuade de passer la nuit avec lui. Cependant, le lendemain matin, elle lui fait comprendre qu'il s'agissait d'un badinage sans lendemain. Une consœur de l'espionne, Carlotta, demande secrètement à Mata Hari de faire un rapport à Andriani, leur maître espion. Ce dernier lui ordonne de découvrir auprès du général Shubin le contenu des dépêches que Rosanoff a apportées avec lui. Pendant ce temps, Dubois fait part de ses soupçons sur Mata Hari à Shubin mais le général les trouve ridicules. En réalité, Shubin a lui-même transmis des informations secrètes à son amante Mata Hari, qu'il attend pour un dîner privé. Rosanoff arrive à l'improviste, au cas où Shubin aurait d'autres instructions avant que le pilote ne retourne en Russie avec des dépêches plus importantes. En apprenant la mission de Rosanoff, Mata Hari s'arrange pour qu'un complice subtilise les dépêches pour en faire des photographies et les ramener sans être détecté.
C'est l'occasion qu'attendait Dubois. Il informe Shubin des récentes activités de Mata Hari, suscitant sa jalousie. Elle vient voir le général, mais ne parvient pas à le convaincre qu'elle ne faisait que son travail. En fait, elle est tombée amoureuse du jeune homme. Furieux, Shubin téléphone à Dubois et lui confirme que Mata Hari est une espionne. Elle le tue avant qu'il ne puisse mettre à exécution sa menace d'impliquer Rosanoff. Mata Hari se cache mais quand Andriani l'informe que Rosanoff s'est écrasé et a été gravement blessé sur le chemin du retour, elle le défie et se résigne à rejoindre son amour. Rosanoff, rendu aveugle par l'accident, la retrouve et après de joyeuses retrouvailles, au cours desquelles elle ne révèle pas sa situation désespérée, elle est arrêtée par Dubois.

Lors de son procès, son avocat, le commandant Caron, fait remarquer que le dossier de Dubois est faible car tous ses témoignages sont de seconde main. Cependant, lorsque Dubois menace de faire venir Rosanoff pour qu'il témoigne qu'il l'a rencontrée devant le bureau de Shubin juste après le meurtre, Mata Hari abandonne. Elle est condamnée à mort. Elle écrit à Rosanoff pour lui dire qu'elle ne pourra pas le voir pendant un certain temps, car elle doit aller dans un sanatorium pour sa santé. Peu de temps avant son exécution, Rosanoff lui est amené. Le geôlier et les religieuses présentes font tous semblant d'être dans un sanatorium. Rosanoff dit à la prisonnière qu'il la reverra probablement et qu'il se réjouit de leur future vie commune lorsqu'elle aura recouvré la santé. Enfin, Mata Hari est emmenée pour son exécution alors que Rosanoff croit qu'elle va subir une opération de routine.

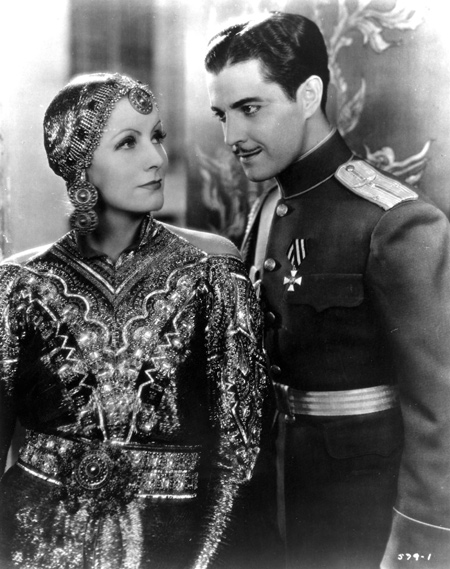
Greta Garbo et Ramón Novarro

## Fiche technique
- Titre : Mata Hari
- Réalisation : George Fitzmaurice
- Scénario : Benjamin Glazer et Leo Birinski
- Dialogues additionnels : Doris Anderson et Gilbert Emery
- Production : George Fitzmaurice et Irving Thalberg
- Société de production et de distribution : MGM
- Photographie : William H. Daniels
- Montage : Frank Sullivan
- Musique : William Axt (non crédité)
- Direction artistique : Cedric Gibbons
- Costumes : Adrian
- Pays d'origine : États-Unis
- Genre : Drame
- Format : Noir et blanc - Son : Mono (Western Electric Sound System)
- Durée : 89 minutes
- Dates de sortie : 
  - États-Unis : 26 décembre 1931
  - France : 28 octobre 1932

## Distribution

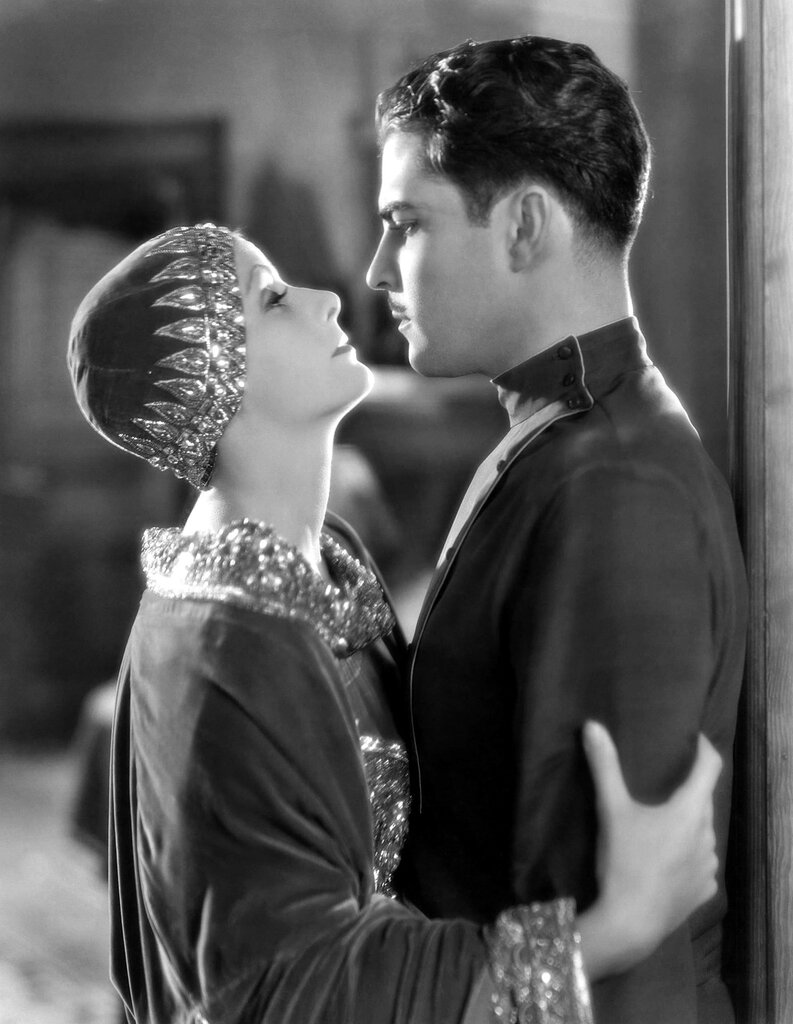
Greta Garbo et Ramón Novarro

- Greta Garbo (VF : Claude Marcy) : Mata Hari
- Ramón Novarro : Lieutenant Alexis Rosanoff
- Lionel Barrymore : Général Serge Shubin
- Lewis Stone : Andriani
- C. Henry Gordon : Dubois
- Karen Morley : Carlotta
- Alec B. Francis : Major Caron
- Blanche Friderici : Sœur Angelica
- Edmund Breese : Warden
- Helen Jerome Eddy : Sœur Geneviève

Et, parmi les acteurs non crédités :
- Mischa Auer : Un homme fusillé
- William Bailey : l'assistant de Dubois
- Cecil Cunningham : Une parieuse
- Maude Turner Gordon : Mme Durand
- Sarah Padden : Sœur Teresa
- Michael Visaroff : Jacques